# Arte na Alemanha Nazista
A arte da Alemanha Nazista era a arte aprovada pelo governo que foi produzida no Terceiro Reich entre 1933 e 1945. Ao tornar-se ditador em 1933, Adolf Hitler deu à sua preferencia artística pessoal força de lei, a um nível raramente visto antes.
No caso da Alemanha, a inspiração eram as artes clássica grega e romana, vistas por Hitler como uma arte cuja forma exterior encarna um interior racial ideal. Deveria, além disso, ser compreensível para o cidadão médio. Esta arte deveria ser heróica e romântica. Os nazistas viam a cultura do período de Weimar com nojo. Sua resposta decorreu em parte da estética conservadora e, em parte, de sua determinação de utilizar a cultura como propaganda.

## Teoria

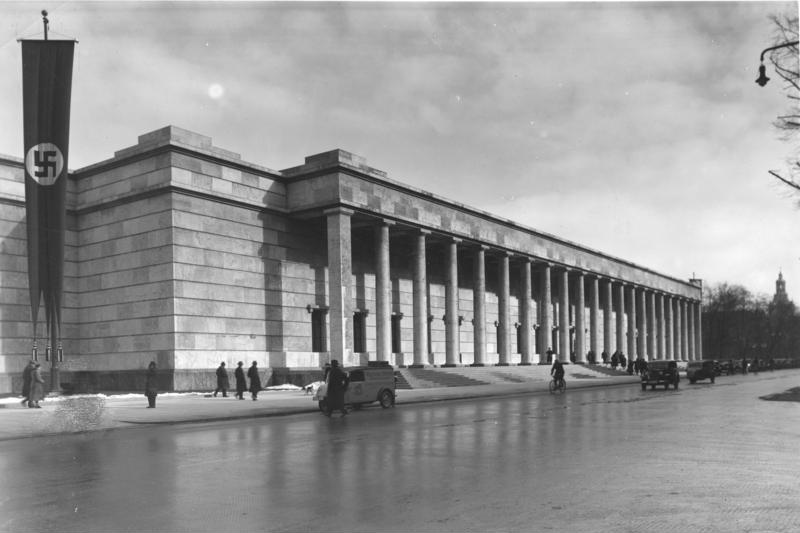
A Casa da Arte Alemã em Munique

Conforme indicado pelo historiador Henry Grosshans em seu livro Hitler e os Artistas, Adolf Hitler, que chegou ao poder em 1933: "via a arte grega e Romana, como não contaminada por influências judaicas. A arte moderna era [percebida por ele como] um ato de violência estética dos judeus contra o espírito alemão. Isso era real para Hitler, mesmo que apenas Liebermann, Meidner, Freundlich, e Marc Chagall, entre aqueles que fizeram contribuições significativas para o movimento alemão modernista, fossem judeus. Porém, Hitler tomou para si a responsabilidade de decidir quem, em matéria de cultura, pensou e agiu como um judeu". A suposta natureza judia de uma arte que era indecifrável, distorcida, ou que representava assuntos "depravados" era explicado através do conceito de degeneração, que considerava que uma arte distorcida e corrompida era sintoma de uma raça inferior.
Propagando a teoria da arte degenerada, os nazistas combinaram seu antissemitismo com o desejo de controlar a cultura, consolidando, assim, o apoio público para ambas as campanhas. Seus esforços neste sentido foram, sem dúvida, auxiliados por uma hostilidade popular para o modernismo que antecedia ao seu movimento. A visão de que tal arte refletia a falência moral e econômica da Alemanha era generalizada, e muitos artistas agiam de maneira que abertamente minava ou desafiava os valores populares de moralidade.
Em julho de 1937, duas exposições patrocinados pelo Estado, abriram suas portas em Munique: Entartete Kunst (Exposição de Arte Degenerada), que exibia arte moderna em uma instalação deliberadamente caótica, acompanhada por rótulos difamatórios que encorajaram o público a humilhá-la; e a Große Deutsche Kunstausstellung (Grande Exposição de Arte Alemã) fez sua estreia em meio a muita pompa. Esta exposição, realizada no palaciano Haus der deutschen Kunst (Casa de Arte Alemã), apresentava trabalhos de artistas aprovados oficialmente como Arno Breker e Adolf Wissel. "O público que entrava pelos portais do novo museu, já apelidado de "Palazzo Kitschi" e "Terminal de Arte de Muniqueal", para uma exibição estupidificante e cuidadosamente limitada a famílias camponesas alemãs idealizadas, nus comerciais, e cenas heroicas de guerra, incluindo não poucas obras do jurista Ziegler." "...O show foi essencialmente um fiasco e a participação foi baixa. As vendas foram ainda piores e Hitler acabou comprando a maioria das obras para o governo." Em quatro meses, a Entartete Kunst atraiu mais de dois milhões de visitantes, cerca de três vezes e meia o número que visitou a Grosse deutsche Kunstausstellung.

## Contexto histórico
O início do século XX foi caracterizado por uma surpreendente mudança de estilos artísticos. Em artes visuais, inovações como o cubismo, o dadaísmo e o surrealismo, seguidos pelo simbolismo, o pós-Impressionismo e o fauvismo, não foram universalmente apreciadas. A maioria das pessoas na Alemanha, como em outros lugares, não se apreciava a nova arte, que muitos criticavam como elitista, moralmente suspeita e, muitas vezes, incompreensível.
No entre-guerras, a Alemanha se tornouum grande centro de arte avant-garde. Foi o berço do Expressionismo na pintura e escultura, das composições musicais atonais de Arnold Schoenberg, da obra influenciada pelo jazz de Paul Hindemith e Kurt Weill. O Gabinete do Dr. Caligari, de Robert Wiene e Metrópole, de Fritz Lang, trouxeram o expressionismo para o cinema.

### Criação doReichskulturkammer

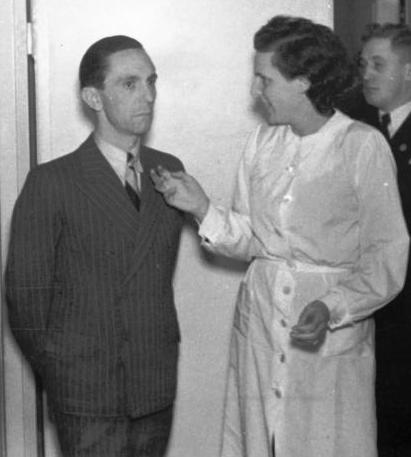
Joseph Goebbels com a diretora Leni Riefenstahl em 1937

Em setembro de 1933, foi estabelecido o Reichskulturkammer (Câmara da Cultura do Reich), sob a direção de Joseph Goebbels, que atuava como Reichminister für Volksaufklärung und Propaganda (Ministro de Esclarecimento Público e Propaganda do Reich). A Câmara de Cultura do Reich era dividida em: "imprensa, rádio, literatura, cinema, teatro, música e artes visuais." "O propósito desta câmara foi estimular a arianização da cultura alemã e proibir, por exemplo, a música judia atonal, o blues, o surrealismo, o cubismo e o dadaísmo."

### Leis sobre a cultura no Terceiro Reich
Em 1935, a Câmara de Cultura do Reich tinha 100.000 membros. Goebbels deixou claro que: "No futuro, somente aqueles que forem membros da câmara terão permissão de ser produtivos em nossa vida cultural. A associação é aberta apenas a aqueles que satisfazem a condição de entrada. Desta forma, todos os elementos indesejados e prejudiciais foram excluídos." No entanto, houve entre 1933 e 1934 alguma confusão dentro do Partido sobre a questão do Expressionismo. Goebbels e alguns outros acreditavam que as obras impactantes de artistas como Emil Nolde, Ernst Barlach e Erich Heckel exemplificavam o espírito nórdicos; como o Ministro explicou: "Nós, nacionais-socialistas, não somos não-modernos, somos os portadores de uma nova modernidade, não só na política e em questões sociais, mas também em assuntos artísticos e intelectuais." Contudo, uma facção liderada por Rosenberg desprezava o Expressionismo, o que levou a uma amarga disputa ideológica, resolvida somente em setembro de 1934, quando Hitler declarou que não haveria lugar para a experimentação modernista no Reich.
1. Documento Nº 2030-PS: Decreto Relativo aos Deveres do Ministério de Esclarecimento Público e Propaganda do Reich de junho de 1933, afirma que: "O Ministro de Esclarecimento Público e Propaganda do Reich tem jurisdição sobre todo o campo de doutrinação espiritual da nação, da propaganda, o Estado, da propaganda cultural e econômico, de esclarecimento público, no país e no estrangeiro; além disso, é responsável pela administração de todas as instituições que servem a esses fins"[14] Isto aumentou da competência do  Ministro  de Esclarecimento Público e Propaganda do Reich incluindo "o esclarecimentoem países estrangeiros; arte; exposições de arte; imagens em movimento e do esporte no estrangeiro" ( ... ) [e o aumento da competência nacional] "Imprensa (incluindo o Instituto de Jornalismo); Rádio; hino nacional; Biblioteca alemã em Leipzig; Arte; Música (incluindo a Orquestra Filarmônica); Teatro; Imagens em Movimento; Campanha contra literatura suja e obscena" ... Propaganda para o turismo." Assinado pelo Chanceler do Reich, Adolf Hitler.[15]
2. Documento Nº 2078-PS: Decreto sobre a criação do Ministério da Ciência, Educação e Cultura Popular do Reich de 1 de Maio de 1934, afirma que: "O Chanceler do Reich irá determinar as várias funções do Ministério da Ciência, Educação e Cultura Popular do Reich."[16] Assinado pelo Presidente do Reich, von Hindenburg, e O Chanceler do Reich, Adolf Hitler.
3. Documento Nº 1708-PS: O programa do NSDAP afirma que: apenas os membros da raça alemã podem ser cidadãos ( aos judeus, especificamente, é negada a cidadania), e que os não-membros da raça só podem viver na Alemanha como 'convidados'. Ponto 23 declara: "Demandamos procedimento judiciais contra formas artísticas e literárias que exerçam uma influência destrutiva sobre a vida nacional, e o encerramento das organizações que se opõem às exigências acima feitas .[17]

## Gêneros do Terceiro Reich
A crença em um espírito germânico - definido como a místico, rural, moral, portador de uma sabedoria antiga, nobre em face a um destino trágico - já existia muito antes da ascensão dos nazistas; Richard Wagner celebrava esses ideais em seu trabalho. Os escritos do arquiteto e pintor alemão Paul Schultze-Naumburg, desde antes da I Guerra Mundial já invocavam teorias raciais para condenar a arte e arquitetura modernas, forneceu muito das bases para a crença de Adolf Hitler de que a Grécia clássica e a Idade Média eram as verdadeiras fontes da arte ariana.
A arte nazista tem uma estreita semelhança com o estilo propagandista soviético de arte do Realismo Socialista, e o termo realismo heróico por vezes tem sido usado para descrever ambos os estilos artísticos. Entre os artistas bem conhecidos endossada pelos nazistas foram os escultores Josef Thorak e Arno Breker, e pintores Werner Peiner, Arthur Kampf, Adolf Wissel e Conrad Hommel. Em julho de 1937, quatro anos depois que chegar ao poder, o partido nazista instalou duas exposições de arte em Munique. A Grande Exposição de Arte alemã foi concebida para mostrar obras que Hitler aprovou, retratando loiras esculturais nuas, juntamente com soldados e paisagens idealizados. A segunda exposição, que teve lugar numa galeria na mesma rua, mostrou o outro lado da arte alemã: moderno, abstrato, não-representativa - ou como os nazistas a definiam, "degenerada".
De acordo com Klaus Fischer, "a arte nazista  em suma, era colossal, impessoal, e estereotipada. As pessoas eram destituídas de toda individualidade e tornavam-se meros emblemas expressivos de assumidas verdades eternas. Ao olhar a arquitetura, a arte, ou uma pintura nazista rapidamente se tem a sensação de que os rostos, formas, e cores, servem a uma finalidade  propagandística; são todos as mesmas declarações estilizadas das virtudes nazistas - o poder, a força, a solidez, a beleza nórdica."

### Pintura

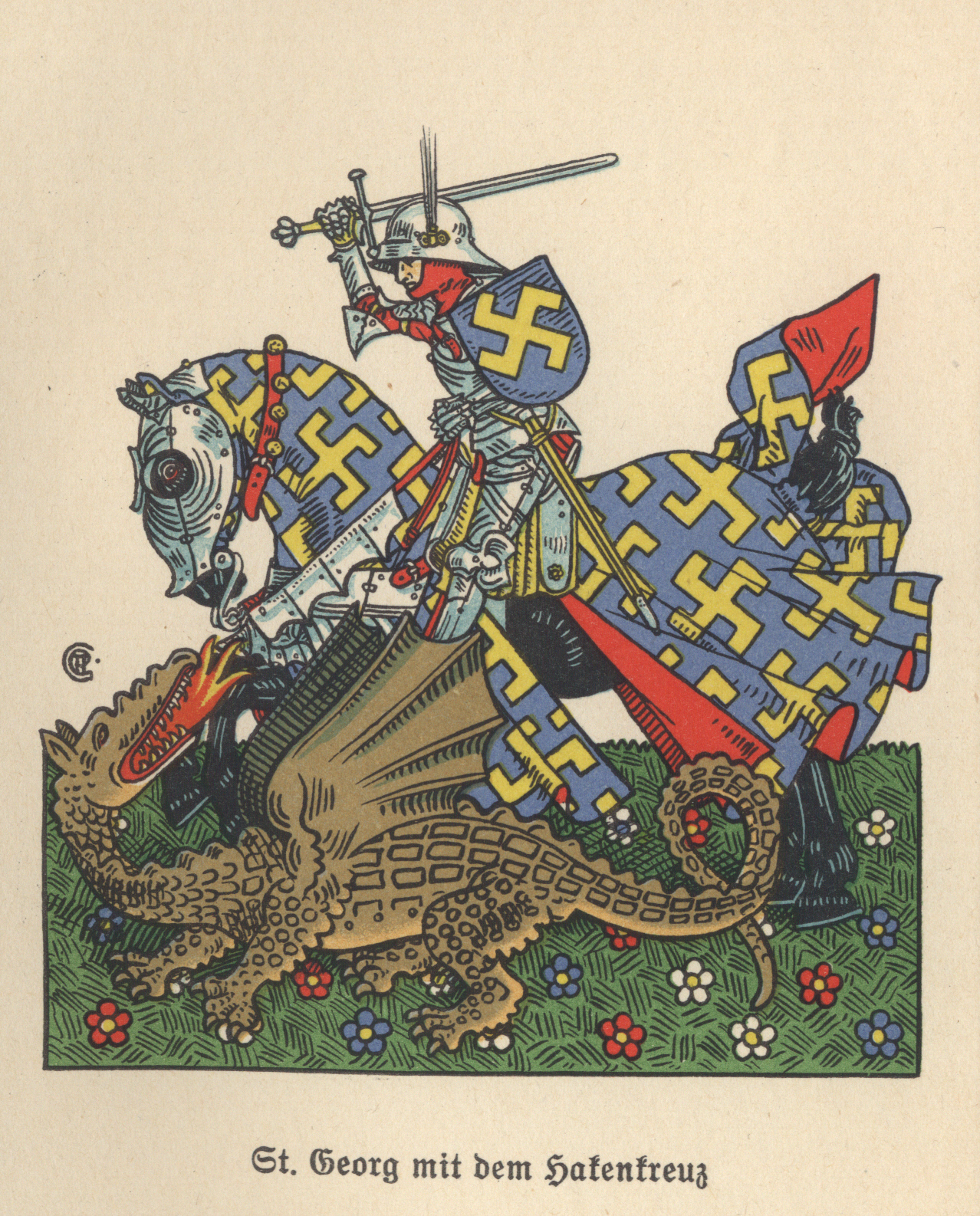
Um São Jorge nazista matando o dragão (folha de um livro sobre Heráldica)

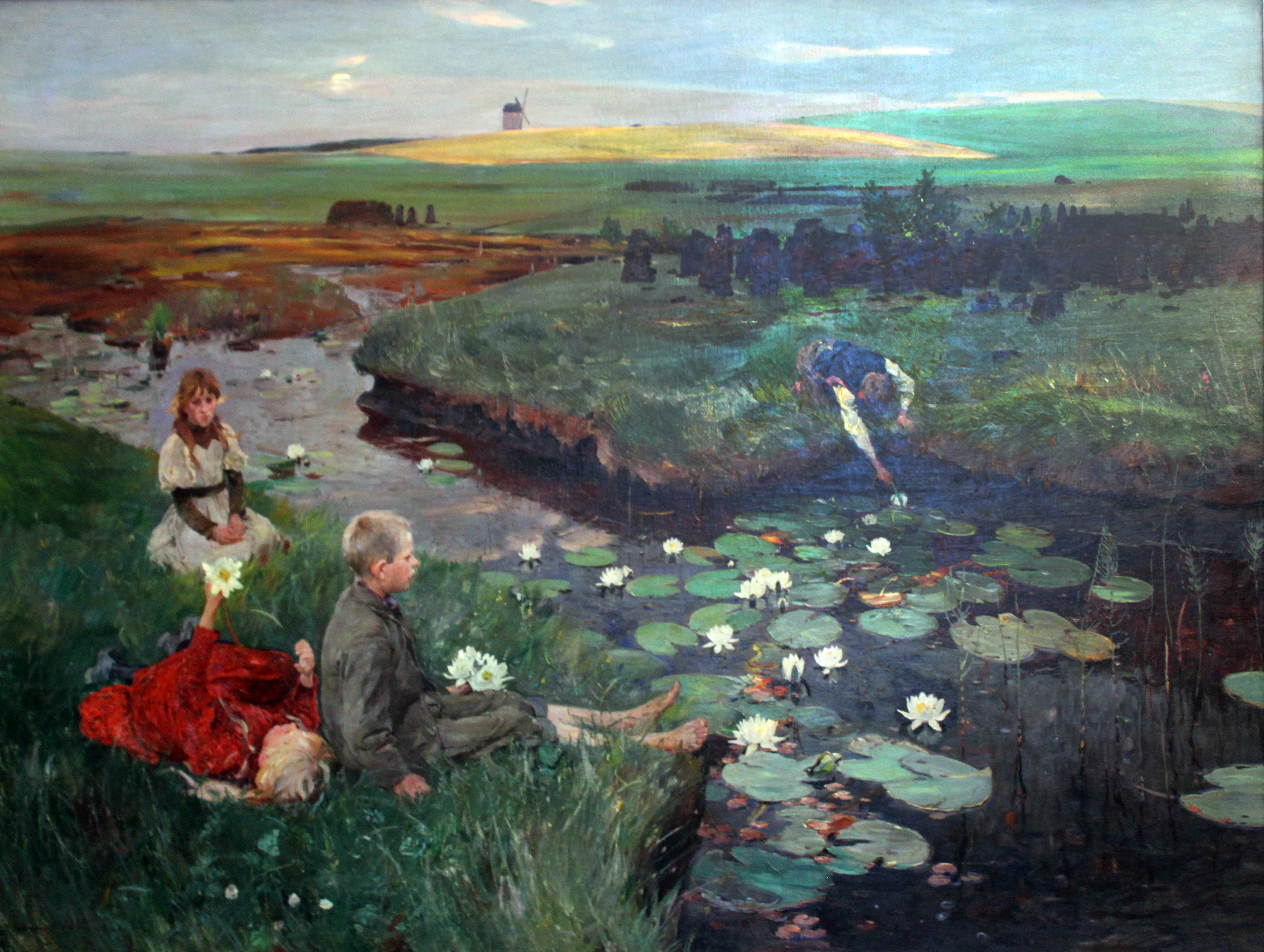
Nenúfares pelo pintor nazista Ludwig Dettmann

A arte do Terceiro Reich era caracterizada por um estilo de realismo romântico baseado em modelos clássicos. Enquanto proibiam estilos modernos, considerados como degenerados, os nazistas promoveram pinturas que eram estritamente tradicionais em suas formas e que exaltam o valores de "sangue e solo" e de pureza racial, militarismo e obediência. Outros temas populares na arte nazista eram o Volk no trabalho nos campos, um retorno às virtudes de Heimat (amor da pátria),  os valores viris das lutas do partido Nacional Socialista, e o apreciação das atividades femininas de gerar e criar os filhos, simbolizado pela expressão Kinder, Küche, Kirche ("crianças, cozinha, igreja").
Em geral, a pintura, - uma vez purificada da "arte degenerada" - era baseada na tradicional pintura de gênero. Os títulos das obras eram propositais: "Fértil", "Terra Liberta", "Guarda", "Através do Vento e do Tempo", "Benção da Terra", e similares. O pintor favorito de Hitler era Adolf Ziegler, o ditador possuía um grande número de suas obras. A pintura de paisagens foi um dos destaques na Grande Exposição de Arte alemã. Enquanto faziam referências ao romantismo alemão, as pinturas deveriam ser solidamente baseadas em paisagens reais do Lebensraum (espaço vital alemão). Os camponeses também eram um tema popular, como um reflexo de uma vida simples e em harmonia com a natureza. Esta arte não mostrava nenhum sinal da mecanização do trabalho agrícola. O agricultor trabalhava à mão, com esforço e luta. Nenhuma pintura na primeira exposição mostrava a vida urbana ou industrializada, e apenas duas o fizeram na exposição em 1938.
A teoria nazista rejeitava explicitamente o "materialismo" e, portanto, apesar do tratamento realista das imagens, "realismo" era um termo raramente usado. Um pintor deveria criar uma imagem ideal, para a eternidade. As imagens dos homens, e ainda mais das mulheres, eram fortemente estereotipadas, com a perfeição física sendo um requisito para as pinturas nuas. Isso pode ter sido a causa de haver muitas poucas pinturas antissemitas; embora existissem obras como Um Haus and Hof (retratando um especulador judeu desapropriando um casal de camponeses idoso), elas são poucas, talvez porque a arte deveria estar em um plano mais alto. Pinturas explicitamente políticas eram mais comuns, mas ainda muito raras. Imagens heroicas, por outro lado, eram comuns o suficiente para que um crítico comentasse: "O elemento heroico se destaca. O trabalhador, o fazendeiro, o soldado são os temas ... Assuntos heroicos dominam os sentimentais".
Com o começo da guerra, pinturas de guerra tornaram-se muito mais comuns. As imagens eram romantizados, retratando sacrifícios heroicso e a vitória. No entanto, paisagens  ainda predominaram, e entre os pintores isentos do serviço de guerra, todos foram se destacaram pelas paisagens ou outros assuntos pacíficos. Até mesmo Hitler e Goebbels acharam as novas pinturas decepcionantes, apesar de Goebbels tentar colocar um lado positivo observando de que eles haviam limpado o campo, e que estes tempos de desespero atraiam muitos talentos para a vida política, ao invés da cultural. Em um discurso na Grande Exposição de Arte alemã em Munique, Hitler disse em 1939:
O primeiro objetivo da nossa nova criação de arte alemã[...] certamente foi alcançado. Analogamente à recuperação da arte arquitetônica, que começou aqui em Munique, aqui também começou a purificação na esfera da pintura e escultura, que talvez tenha sido ainda mais devastada. Todo o embuste de uma tendência de arte decadente ou patológica foi varrido. Um nível decente foi alcançado. E isso significa muito. Só com isso pode surgir o gênio verdadeiramente criativo.
Em 1938, quase 16.000 obras de artistas alemães e não-alemães haviam sido apreendidas de galerias alemãs e vendidas no exterior ou destruídas.

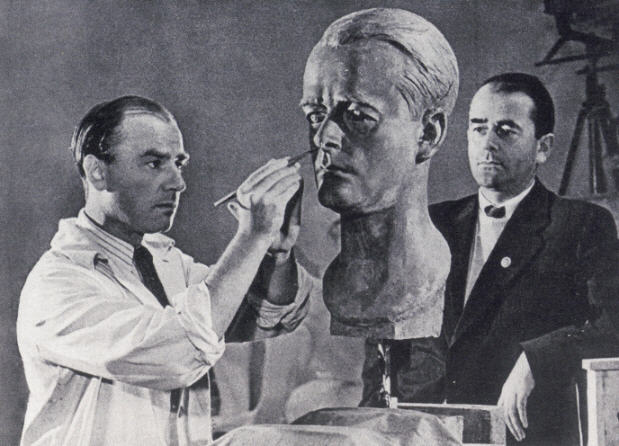
Arno Breker esculpindo um busto de Albert Speer, Ministro do armamento do Reich

### Escultura
A possibilidade de monumentalidade das esculturas fazia dessa expressão um ótimo material para as teorias do nazismo. A Grande Exposição de Arte alemã promoveu a escultura em detrimento da pintura. Como tal, o nu masculino era a representação mais comum do ideal ariano; a habilidade artística de Arno Breker tornou-o o escultor favorito de Adolf Hitler. Josef Thorak foi outro escultor oficial cujo estilo  monumental era adequado à imagem que o Terceiro Reich queria comunicar para o mundo. Mulheres nuas eram também comuns, porém elas tendiam a ser menos imponentes. Em ambos os casos, a forma física do ideal nazista de homem e mulher não mostrava imperfeições.

### Música
A música deveria ser tonal e livre da influência do jazz; a filmes e peças eram censuradas. "A cena musical era dividida entre músicas leves em forma de canções folclóricas ou hits populares (Schlager) e músicas clássicas aceitáveis, como Bach, Mozart, Beethoven, e a óperas italianas."
Os centros urbanos alemães nas décadas de 1920 e 30 vibravam com clubes de jazz, cabarés e casas de vanguarda musical. Em contraste, o regime nazista concentrava esforços para desencorajar música moderna, (considerada degenerada e judaica por natureza) e, em vez disso abraçava a clássica música alemã. Músicas que aludiam a um passado alemão mítico e heroico eram fortemente favorecidas, tais como Johann Sebastian Bach, Ludwig van Beethoven e Wagner. Anton Bruckner era apreciado pois sua música era considerada como uma expressão do zeitgeist do volk alemão. A música de Arnold Schoenberg (e as músicas atonais junto com ele), Gustav Mahler, Felix Mendelssohn e de muitos outros, foi banida porque os compositores eram judeus ou de origem judaica. Paul Hindemith fugiu para a Suíça, em 1938, ao invés de ajustar a sua música na ideologia nazista. Algumas óperas de Georg Friederich Händel foram banidas por terem temas simpáticos aos judeus e o judaísmo ou tiveram libretos novos escrito para eles. Os compositores alemães que tiveram suas músicas executadas com mais frequência durante o período nazista foram Max Reger e Hans Pfitzner. Richard Strauss continuou a ser o compositor alemão contemporâneo mais executado , como já o era antes do regime nazista. No entanto, mesmo Strauss teve sua ópera A Mulher Silenciosa banida em 1935, devido ao seu libretista judeu Stefan Zweig.
Música de compositores não-alemães era tolerada se tivesse inspiração clássica, tonal, e composta por alguém de origem judaica ou que tivesse laços com ideologias hostis para com o Terceiro Reich. Os nazistas reconheciam Franz Liszt por ter origem alemã e construíram uma genealogia que retratava Frédéric Chopin como alemão, e Hans Frank, Governador-geral da Polônia ocupada, chegou a construir um "Museu Chopin" em Cracóvia. Música do russo Peter Tchaikovsky podia ser performada na Alemanha Nazista, mesmo após a Operação Barbarossa. Óperas de Gioacchino Rossini, Giuseppe Verdi e Giacomo Puccini eram frequentemente encenadas. O compositores não-alemães modernos mais executados antes do início da guerra eram Claude Debussy, Maurice Ravel, Jean Sibelius e Igor Stravinsky. Após a eclosão da guerra, a música de aliados alemães tornou-se mais frequentemente executada, incluindo o húngaro Béla Bartók, o italiano Ottorino Resphigi e finlandês Jean Sibelius. Compositores de nações inimigas (tais como Debussy, Ravel e Stravinsky) foram praticamente banidos e quase nunca performados - embora houvesse algumas exceções.
Tem havido controvérsia sobre o uso de certos compositores de música pelo regime nazista, e se isso implica o compositor como implicitamente nazista. Compositores como Richard Strauss, que serviu como o primeiro diretor da divisão de música Ministério de Propaganda, e Carl Orff têm sido sujeitos a críticas e defesas. Os judeus foram rapidamente proibidos de tocar ou de conduzir de música clássica na Alemanha. Tais condutores, como Otto Klemperer, Bruno Walter, Ignatz Waghalter, Josef Krips, e Kurt Sanderling fugiram da Alemanha. Quando a Tchecoslováquia foi invadida pelos nazistas, o condutor Karel Ančerl foi marcado como judeu e enviado para Theresienstadt e Auschwitz.

#### Musicólogos do Terceiro Reich
Como o regime Nazista subiu ao poder em 1933, musicólogos foram orientados a reescrever a história da música alemã, a fim de acomodar a mitologia e a ideologia nazistas. Richard Wagner e Hans Pfitzner eram notáveis compositores que conceberam uma "ordem unida" (Volksgemeinschaft), na qual a música era um índice da comunidade alemã. Em um momento de desintegração, Wagner e Pfitzner queriam revitalizar o país por meio da música. Um livro escrito sobre Hans Pfitzner e Wagner, publicado em Regensburg em 1939 detalhava não só o nascimento da música contemporânea, mas também de partidos políticos na Alemanha. A postura de Wagner-Pfitzner se contrapunha à ideias de outros artistas notáveis - Arnold Schoenberg e Theodor W. Adorno - que queriam que a música fosse autônoma da política de controle e aplicação dos nazistas. Apesar de Wagner e Pfitzner terem vivido antes do Terceiro Reich, seus sentimentos e pensamentos (Gesamtkunstwerk) foram apropriados por Hitler e seus propagandistas - especialmente, Joseph Goebbels. De acordo com Michael Meyer, "A ênfase no enraizamento e na tradição da música ressaltou uma compreensão nazista de si mesmo em termos dialétics: deuses antigos foram mobilizados contra os falsos valores do passado imediato para oferecer legitimidade para a epifania de Adolf Hitler e a representatividade musical de seu reino".[carece de fontes?]
Compositores, libretistas, educadores, críticos, e, especialmente, musicólogos, por meio de suas declarações públicas, escritos e revistas contribuíram para a justificação de um projeto  totalitário a ser implantado pela nazificação. Todas as músicas eram compostas para ocasiões de concursos, comícios, e convenções nazistas. Compositores dedicavam a  chamada "consagração de fanfarra", inaugurações de fanfarras e músicas para o Führer. Quando o Führer assumiu o poder, a revolução nazista foi, de imediato, expressa no jornalismo musicólogo. Certos jornalismos progressivos pertencentes a música moderna foram expurgados. Revistas que tinha sido simpáticas ao "ponto de vista alemão"' enraizadas em ideais Wagnerianos, como a Zeitschrift für Musik e Die Musik, mostraram confiança no novo regime, e apoiaram o processo de entrelaçamento de políticas governamentais com a música. Joseph Goebbels usou o Völkischer Beobachter, um jornal que era divulgado para o público em geral, além das elites e dirigentes do partido, como um órgão da cultura do Reich. No final da década de 1930 a Mitteilungen der Reichsmusikkammer havia se tornado outro jornal importante que refletia a política musical e as mudanças pessoais e organizacionais em instituições musicais.
Nos primeiros anos do Terceiro Reich, os musicólogos e músicos redirecionaram a orientação da música, definindo o que era "música alemã" e que não era. A ideologia nazista foi aplicada para conferir um status heroico aos músicos; os músicos na nova era musical alemã receberam títulos de profetas, enquanto suas realizações e obras eram vistas como realizações diretas do regime nazista. A contribuição dos musicólogos  alemães levou à justificação do poder nazista e a uma nova música e cultura  alemã como um todo. Os musicólogos definiam os maiores valores alemães com os quais que os músicos teriam de se identificar, porque o seu dever era o de integrar a música e o Nacional-Socialismo de forma que o parecessem inseparáveis. A mitologia e a ideologia nazista era imposta sobre o novo caminho musical do Terceiro Reich, ao invés de realmente incorporar a retórica da música alemã.

### Design gráfico
O cartaz se tornou um importante meio para a propaganda durante este período.  Combinando de texto e gráficos chamativos, cartazes foram amplamente implantados tanto na Alemanha quanto nas áreas ocupadas. A tipografia reflete a  ideologia oficial nazistas. O uso de Fraktur era comum na Alemanha, até 1941, quando Martin Bormann , denunciou o tipo de letra como "Judenlettern" (letra judia) e decretou que apenas a tipografia romana deveria ser usada. Tipos de letra modernos, sem serifa, foram condenados como bolchevismo cultural, embora a fonte Futura continuou a ser usado, devido à sua praticidade. As imagens freqüentemente se baseavam no realismo heroico. A juventude nazista e a SS eram retratadas de forma monumental, com iluminação pensada para produzir grandeza.
O design gráfico também desempenhou um papel no Terceiro Reich pelo uso da suástica. A suástica já existia muito antes de Hitler chegar ao poder, servindo a propósitos que eram muito mais benignos do que os que o símbolo está associado com hoje. Por causa das linhas fortes e gráficas usadas para criar uma suástica, era um símbolo muito fácil de ser lembrado.

### Literatura
A Câmara de Literatura do Reich (Reichsschriftstumskammer) estava sob a jurisdição de Goebbels. De acordo com Grunberger, "No início da guerra, este departamento supervisionava não menos de 2.500 casas editorais, 23,000 livrarias, 3.000 autores, 50 prêmios nacionais literários, 20.000 livros novos emitidos anualmente, e um total de 1 milhão de títulos que constituíam os livros disponíveis no mercado." A Alemanha era o maior produtor de livros da Europa - tanto em termos de capacidade total de produção anual quanto no número de títulos novos que apareciam a cada ano. Em 1937, o valor de venda dos livros produzidos alcançou os 650 milhões de Reichmarks, ficando em terceiro lugar nas estatísticas sobre os bens produzidos na Alemanha, depois do carvão e do trigo. A primeira comissão de literatura nazista estabeleceu a meta de erradicar a literatura sobre o "Sistema do Período", como a República de Weimar era depreciativamente chamada, e para a propagação de uma literatura nacionalista no Estado nazistas. A literatura foi reconhecida desde cedo como uma ferramenta política essencial do Terceiro Reich, já que praticamente 100% da população alemã era alfabetizada. "O livro mais lido - ou presente - do período era o Mein Kampf, de Hitler; em 1940 ele foi, disparadamente o livro mais vendido na Alemanha, com 6 milhões de cópias vendidas, cerca de 5 milhões de cópias a mais do que os livros de Rainer Maria Rilke e outros."
De acordo com Richard Grunberger: "em 1936, a crítica literária como até então entendida foi abolida; de agora em diante as críticas seguiam um padrão: uma sinopse do conteúdo repleta de citações, comentários marginais sobre o estilo, um cálculo do grau de concordância com a doutrina nazista e uma conclusão indicando a aprovação ou não."
O Terceiro Reich era permissivo com a literatura estrangeira, em parte porque acreditavam que os escritos de autores como John Steinbeck e Erskine Caldwell fundamentavam as condenações nazistas da sociedade Ocidental como corrupta. No entanto, quando os Estados Unidos entraram na guerra, todos os autores estrangeiros foram rigorosamente censurados. Temas na literatura nazista eram definidos como uma série de "expressões literárias admissíveis " em grande parte limitada a quatro temas: guerra, o nazismo e raça, sangue e o solo, e o movimento Nazista."

#### Fronterlebnis(A guerra como uma experiência espiritual)
Este foi um dos temas mais populares durante o período entre-guerras. Escritores comemoravam o "heroísmo da linha de frente de soldados na [primeira Guerra Mundial], ... a emoção do combate e a sacralidade da morte, quando se está a serviço da pátria." Escritores populares deste gênero incluem Ernst Jünger e Werner Beumelburg, um ex-policial. Livros proeminetes incluem Tempestade de Aço"(1920), A guerra como Experiência Interior (1922), Tempestades (1933), de Fogo e de Sangue (1925), Os Aventureiros de Coração (1929), e a Total Mobilização (1931) de Ernst Junger.

#### Blut und Boden(Sangue e Solo)
Romances deste tema muitas vezes incluíam uma comunidade camponesa instintiva e vinculada ao solo que repelia estrangeiros que procuravam destruir o seu modo de vida
O mais popular romance desse tipo foi Wehrwolf, de Hermann Lons, publicado em 1910.

#### Etnicidade histórica
Klaus Fischer diz que a literatura nazista enfatizava a "Etnicidade histórica" - isto é, como um grupo de pessoas se define em um processo de crescimento histórico. Escritores destacavam episódios proeminentes na história do povo alemão; eles enfatizaram a missão alemã para a Europa, analisavama imutável essência racial do homem nórdica, e alertava contra forças subversivas ou não-alemãs - judeus, comunistas, ou ocidentais liberais." Escritores proeminentes incluem: Erwin Guido Kolbenheyer (Die Bauhutte: Elemente einer Metaphysik der Gerenwart; 1925), Alfred Rosenberg (Der Mythus des 20.Jahrhunderts; 1930), Josef Weinheber, Hans Grimm (Volk ohne Raum;1926), e Joseph Goebbels (Michael, 1929).

### Arquitetura
Hitler favorecia a monumentalidade, especialmente na arquitetura, como um meio de impressionar as massas. "Uma vez um artista medíocre e aspirante a arquiteto, Hitler também se pronunciou sobre a "decadência" da arte moderna e pressionou seus planejadores a criar edifícios monumentais nos estilos neoclássico ou art déco."

### Teatro e cinema
" A Câmara de Filmes do Reich (Reichsfilmkammer) controlou a animada indústria cinematográfica alemã, enquanto um Banco de Crédito de Filmes  (também sob o controle de Goebbels) centralizou os aspectos financeiros e de produção do filme." Aproximadamente 1363 filmes foram feitos no Terceiro Reich (208 destes foram suspensos após a II Guerra Mundial por conterem propaganda nazista). Todos os filmes feitos no Terceiro Reich (incluindo longas, curtas, noticiários e documentários) tiveram que ser aprovados por Joseph Goebbels antes que pudessem ser exibidos.
A cultura de massa era menos regulada do que a alta cultura, possivelmente porque as autoridades temiam as consequências interferir muito pesadamente no entretenimento popular. Assim, até a eclosão da guerra, a maioria dos filmes de Hollywood podiam ser exibidos, inclusive Aconteceu Naquela Noite, San Francisco, e ...E o Vento Levou. Enquanto a apresentação da música atonal foi banido, a proibição de jazz foi menos aplicada. Benny Goodman e Django Reinhardt eram populares, e bandas de jazz inglesas e americanas continuaram a se apresentar em grandes cidades, até a guerra; a partir de então, bandas de música oficialmente tocavam "swing" em vez do jazz proibido.
Um filme estreou em Berlim em 28 de novembro de 1940 sendo claramente uma ferramenta utilizada para promover a ideologia nazista. O lançamento do filme Der ewige Jude (O Judeu Eterno) ocorreu apenas dois meses antes do anúncio feito pelo alemão funcionários do estabelecimento do gueto em Łódź. O filme foi retratado pela imprensa nazista como um documentário, para enfatizar o cinema como a verdade, quando na realidade nada mais era do que a propaganda para aumentar o ódio contra a comunidade judaica em seus telespectadores.
O cineasta Fritz Hippler utilizou inúmeras técnicas visuais para retratar os Jjdeus como um povo imundo, degenerado, e infestado de doenças. Pretendendo proporcionar ao espectador um olhar profundo sobre o estilo de vida nudaico, o filme mostrou encenada cenas de Łódź (que logo viraria um gueto), com a presença de moscas e ratos, para sugerir uma área perigosa para a vida da Europa; que por sua vez perpetuava o medo e a superstição implícitos para o espectador. Para somar a esta encenação exagerada cena de sujeira, foi lançado um alerta por funcionários do Reich: um comunicado que Łódź é uma área de doenças infecciosas. O diretor de cinema utilizou cinema racista para reforçar a ilusão de que os judeus eram parasitas e corruptores da cultura alemã.
Hippler fez uso de voice-overs para citar discursos que incitam ao ódio ou estatísticas fictícias sobre a população judaica. Ele também pegou emprestado inúmeras cenas de outros filmes, e apresentou-os fora do contexto do original: por exemplo, uma cena de um empresário judeu nos Estados Unidos escondendo dinheiro foi acompanhado de uma falsa alegação de que os homens judeus obter pagam mais impostos do que os não-judeus nos Estados Unidos, insinuando que os Judeus sonegavam dinheiro do governo. Utilizando cenas repetitivas de lado do povo judeu, que foram filmados (sem conhecimento), enquanto olhavam por cima do ombro para a câmera, Der ewige Jude criou um visual que sugeria a natureza desonesta e conspiratória  dos judeus. Uma outra técnica de propaganda muito utilizada foi a superposição. Hippler sobrepunha a Estrela de Davi sobre as capitais do mundo, insinuando uma dominação mundial judaica.
Der ewige Jude é notório por seu antissemitismo e por seu uso do cinema para a fabricação de propaganda, para satisfazer Hitler e abraçar uma ideologia germânica  que estimularia uma nação a apoiar o líder obsessivo.
"Por um lado mais leve, um ator judeu chamado Leo Reuss fugiu da Alemanha para Viena, onde ele tingiu seu cabelo e barba e se tornou um especialista em papéis arianos, que eram muito elogiados pelos nazistas. Tendo se divertido, Reuss revelou que era judeu, assinou um contrato com a MGM, e partiu para os Estados Unidos"

## O Museu de Hitler

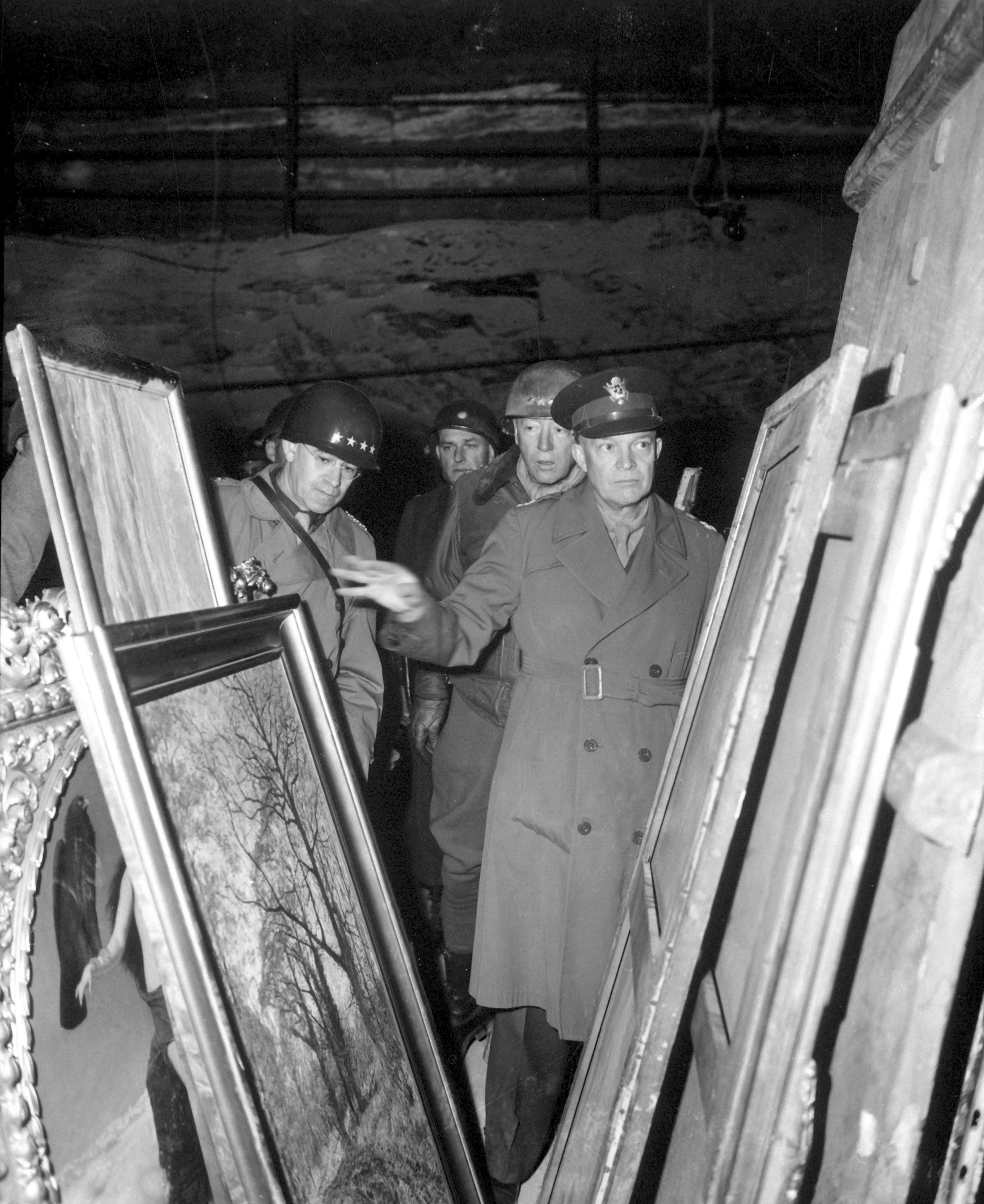
Dwight D. Eisenhower (direita) inspeciona obras de arte roubadas em uma mina de sal em Merkers, acompanhado por Omar Bradley (esquerda) e George S. Patton (centro)

Além de leilões de arte que haviam sido expurgadas das coleções alemãs, a arte nacional que era considerado como especialmente favorável por Hitler deveria ser  combinada para criar um enorme museu de arte de Hitler a cidade de Linz, na Áustria para sua coleção pessoal. O acervo do museu, em 1945, tinha milhares de peças de mobiliário, pinturas, esculturas e diversas outras formas de arte. O museu seria conhecido como o "Führermuseum". Ao final da primavera de 1940, colecionadores de arte e curadores de museus estavam em uma corrida contra o tempo para esconder milhares de peças de coleções, ou lugares que logo seriam ocupados, onde estariam vulneráveis à apreensão por autoridades alemãs - seja para si mesmos ou para o Führer. Em 5 de junho, ocorreu um  movimento particularmente importante de milhares de pinturas, o que incluiu a Mona Lisa, e todas estavam escondidas no Abadia de Loc-Dieu, localizada perto de Martiel, durante o caos da invasão pelas forças alemãs. Negociantes de arte fizeram o seu melhor para esconder as obras nos melhores lugares possíveis; Paul Rosenberg conseguiu transferir mais de 150 peças a um banco de Libourne, incluindo obras deMonet, Matisse, Picasso e van Gogh. Outros colecionadores fizeram tudo o que podiam para remover da França tesouros artísticos para o locais mais seguros; enviando carros cheios, ou grandes para Vichy, a pelo sul em direção à Espanha. O negociante de arte Martin Fabiani movimentou grandes quantidades de obras: desenhos e pinturas foram embarcadas em um navio com destino ao território britânico de Bermuda, embora, quando o navio atracou, tenham surgido complicações sobre a prova de propriedade dos bens estrangeiros da França. Cônsules britânicos tinham receio de exportações e inspecionavam cuidadosamente remessas de França, depois do qual as obras de Fabiani foram transferidas para o Canadá, a cargo do Secretário do Tesouro da Corte do Canadá, onde deveriam permanecer até o final da guerra. Envios semelhantes desembarcaram em Nova York, em um esforço para proteger os tesouros artísticos de confisco, roubo e destruição.
Ao final de junho de 1940, Hitler controlava grande parte do continente europeu. Conforme as pessoas eram detidas, seus bens eram confiscados; se eles tivessem a sorte de escapar, seus pertences deixados para trás tornavam-se propriedade da Alemanha. No final de agosto, as autoridades do Reich receberam permissão para acessar todo e qualquer contêiner que desejassem e remover quaisquer itens de dentro. Arthur Seyss-Inquart autorizou a pilhagem de bens que deveriam ser enviados para fora dos territórios ocupados, assim como a remoção de qualquer objeto encontrado em casas durante a invasão, após isso uma longa e minuciosa caça estava em vigor para os tesouros europeus.

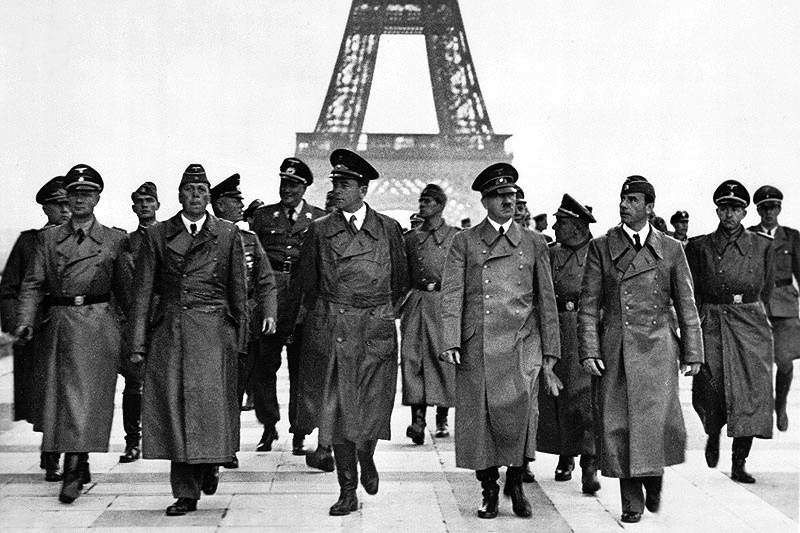
Albert Speer, Adolf Hitler, e Arno Breker, em Paris (1940)

Obras de arte tornaram-se uma commodity importante na economia alemã: ninguém na Alemanha ou em países controlados pelo Eixo era autorizada a investir fora do território controlado pela Alemanha, criando um mercado auto-contido. Com poucas opções disponíveis para investimentos, a arte era de grande importância para qualquer pessoa com dinheiro, incluindo o próprio Führer, como uma forma segura de investimento, e até mesmo no comércio pela vida dos outros. No auge desse mercado,em 1943, obras de arte foram utilizada por Pieter de Bôeres (chefe da Associação Holandesa de Negociantes de Arte, e o maior vendedor holandês para a Alemanha), em troca da liberação de seu  empregado judeu. A demanda por arte começou a crescer dramaticamente, forçando o aumento de preços, o que aumentou o desejo de descobrir tesouros escondidos dentro do território ocupado.
Como a exploração continuou dentro daFrança ocupada, e por ordem do Führer, uma lista foi criada com todas as grandes obras de arte na França, e a Unidade de Moeda Alemã começou a abrir bancos privados que continham as propriedades de  inúmeros colecionadores e itens  possíveis na lista. O proprietário do cofre era obrigado aestar presente. Uma investigação particular, de um dos cofres, era de Pablo Picasso; ele formulou tática inteligente para quando os soldados investigassem o conteúdo dá seu cofre. Ele distribuiu suas próprias obras de arte com inúmeras outras obras de artistas de sua coleção de modo caótica, fazendo com que os investigadores pensassem que nada na coleção era valioso, assim que não levaram nada.
Como apreensões começaram a amontoar-se em grandes quantidades, com os itens lotando o museu do Louvre, os funcionários do Reicho foram obrigados a usar o Jeu de Paume, um pequeno museu, para obter mais espaço, e para a visualizar melhor a coleção. O grande arsenal de arte estava pronto para Hitler para escolher: o Führer escolheria primeiros os itens para sua coleção; em segundo lugar, foram selecionados objetos que iriam completar as coleções do Reichsmarschall; em terceiro, seriam destinados o que fosse útil para apoiar a ideologia Nazista; uma quarta categoria foi criada para os museus alemães. Tudo deveria ser avaliado e pago, com a renda sendo direcionada para a franceses que ficaram órfãos com a guerra.
Hitler também ordenou o confisco de  obras de arte francesas que eram propriedade do Estado e das cidades. Os funcionários do Reich decidiram que ficaria na França e o que seria enviado para Linz. Ordens posteriores do Führer também incluíram o retorno de obras de arte que foram saqueadas por Napoleão da Alemanha no passado. Napoleão é considerado o indiscutível recordista no ato de confiscar arte.

### Roubo de arte

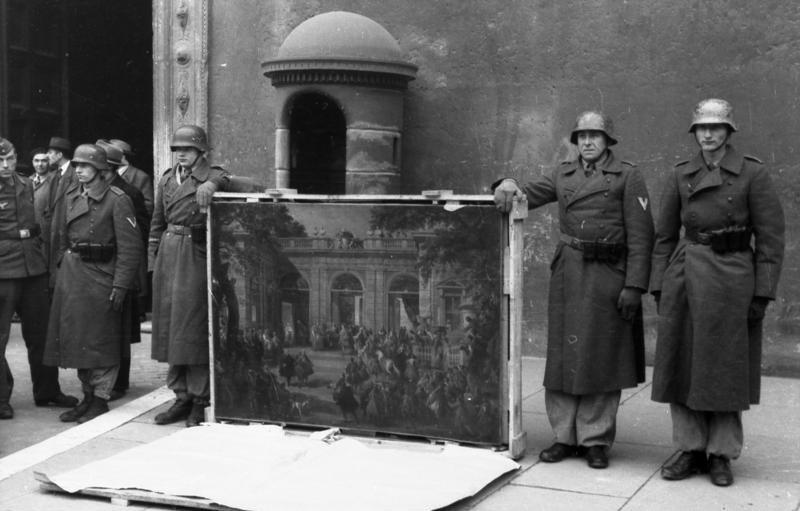
Soldados alemães da Divisão Hermann Göring posando na frente do Palazzo Venezia, em Roma, em 1944, com uma foto tirada da Biblioteca del Museo Nazionale di Napoli, antes da chegada das forças Aliadas na na cidade. Carlo III di Borbone visita de che il papa Benedetto XIV nella café-casa del Quirinale a Roma por Giovanni Paolo Pannini (Museo di Capodimonte inv. P 205)

Mais tarde, como ocupantes da Europa, os alemães vasculharam museus e coleções particulares para que arte adequadamente "ariana" fosse adquirida para preencher uma imensa nova galeria de Hitler, em sua cidade natal de Linz. Primeiramente, era feitas trocas de obras (às vezes com obras de arte impressionistas, consideradas degeneradas pelos nazistas), porém mais tarde as aquisições eram feitas por "doações" forçadas e, eventualmente, por saques.
O expurgo de arte na Alemanha e nos países ocupados foi extremo. O roubo nazista é considerado o maior roubo de arte da história moderna, e incluiu pinturas, mobiliário, esculturas, e tudo o que se considera valioso, ou se opusesse à purificação da cultura alemã. Durante a Segunda Guerra Mundial, o roubo de arte pelas forças alemãs foi devastador, e o até hoje obras arte roubadas nesse período são redescobertas, junto com a luta pela propriedade legítima. Não somente o Reich confiscou e realocou inúmeras obras-primas dos territórios ocupados durante a guerra, mas também colocou para leilão de uma grande parte da coleção de arte de museus e galerias de arte da Alemanha. Ao final,  comissões de confisco removeram mais de 15.000 obras de arte de coleções públicas alemãs.

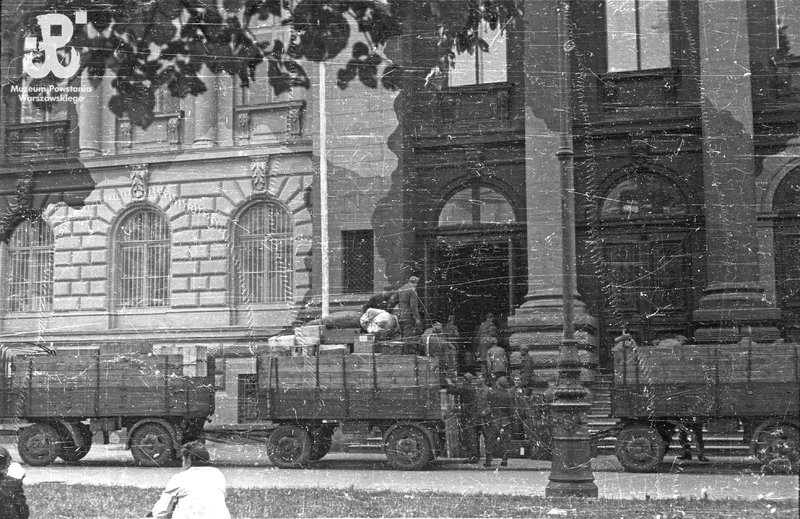
Frota de caminhões na frente de um museu de Varsóvia, carregado com tesouros de arte roubados, 1944

Levou quatro anos para que os critérios de arte dos nazistas fossem "refinados"; ao final só era tolerado o que Hitler gostava, e o que era mais útil para o governo alemão, do ponto de vista da criação de propaganda. Uma caça aos artistas dentro da Alemanha estava em pleno vigor a partir do início da Segunda Guerra Mundial, o que incluiu a eliminação de inúmeros membros dentro da comunidade de arte. Diretores de museus que apoiavam a arte moderna foram atacados; artistas que se recusaram a cumprir com a arte aprovada pelo Reich foram proibidos de praticar a arte. Para impor a proibição de praticar a arte, agentes da Gestapo rotineiramente faziam visitas inesperadas às casas e estúdios dos artistas. Pincéis molhados encontradas durante as inspeções, ou até mesmo o cheiro de terebentina no ar, eram razão suficiente para a prisão. Em resposta às restrições, muitos artistas optaram por fugir da Alemanha.
Durante os esforços do Reich para libertar a Alemanha da arte degeneradas, as autoridades do partido nazista, perceberam o potencial de receita para a Alemanha com a venda das coleções confiscadas. O Reich começou a coletar e leilão de inúmeras peças de arte, por exemplo, "em 30 de junho de 1939, um grande leilão teve lugar no elegante Grand Hotel National, o na cidade suiça de Lucerna". Todas as pinturas e esculturas tinham estavam até recentemente em exibição em museus por toda a Alemanha. Esta coleção oferecia mais de 100 pinturas e esculturas por artistas famosos, como Henri Matisse, van Gogh e Pablo Picasso; todos eles considerados "degenerados" pelas autoridades nazistas e banidos da Alemanha. Um leilão de tal magnitude, era visto como suspeito pelos compradores em potencial, que temiam que o resultado final seria o financiamento do partido nazista: "O leiloeiro estava tão preocupado com essa percepção que ele havia enviado cartas aos principais negociadores de arte, garantindo-lhes que todos os lucros seriam revertidos para os museus alemães". Na verdade, todos os lucros do leilão foram depositados em "contas controladas pela Alemanha", e os museus "... como todos suspeitavam, não receberam um centavo".

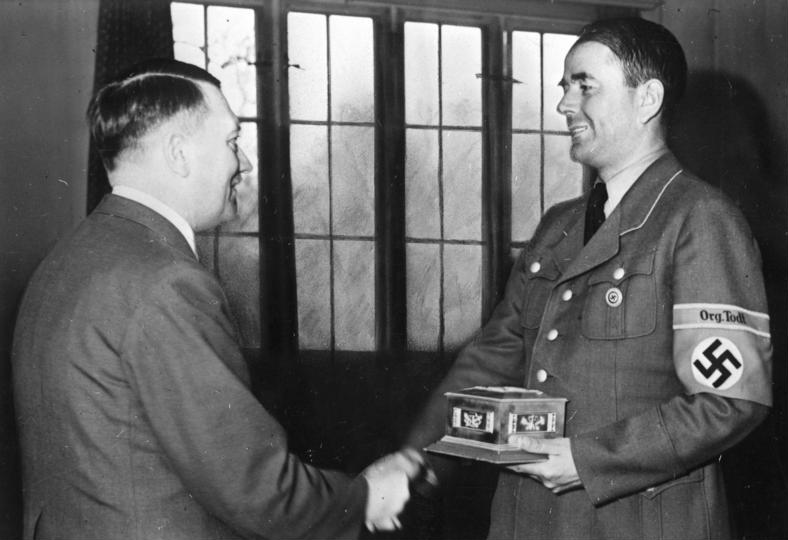
Albert Speer (direita) recebendo o anel Org.Todt de Hitler, em Maio de 1943

## Artistas do partido nazista
De acordo com Klaus Fischer - "Muitos escritores, artistas, músicos e cientistas alemães não só permaneceram, mas floresceram sob os nazistas, incluindo alguns nomes famosos, como Werner Heisenberg, Otto Hahn, Max Planck, Gerhart Hauptmann, Gottfried Benn, de Martin Heidegger, e muitos outros".
Em setembro de 1944, o Ministério da  Propaganda , preparou uma lista de 1.041 artistas considerados cruciais para a cultura Nacional-Socialista e, portanto, isentos do serviço de guerra. Esta, conhecida como lista de Gottbegnadeten, fornece um bem documentado índice de pintores, escultores, arquitetos e cineastas que foram considerados pelos nazistas como politicamente simpático, culturalmente valiosos, e ainda morando na Alemanha nos estágios finais o final da guerra.

### Pintores oficiais
| - Wilhelm Trübner (Século XIX Artista alemão) - Wilhelm Leibl (Século XIX Artista alemão) - Hans Thoma (Século XIX Artista alemão) - Anselm Feuerbach (Século XIX Artista alemão) - Heinrich Knirr (1862-1944) - Thomas Baumgartner (1892-1962) - Fritz Erler (1868-1940) - Sepp Hilz (1906-1967) - Walther Hoeck (1885-1956) - Conrad Hommel (1883-1971) - Trude Hoppe-Arendt - Júlio Paulo Junghanns (1876-1953) - Hubert Lanzinger (1880-1950), pintor de Der Bannerträger - Georg Lebrecht - Ernst Liebermann (1869-1960) | - Oskar Martin-Amorbach (1897-1987) - Paulo Mathias Pádua (1903-1981) - Gisbeert Palmié (1897-1986) - Werner Peiner (1897-1984) - Ivo Saliger (1894-1987) - Leopold Schmutzler (1864-1940) - Georg Sluyterman von Langeweyde (1903-1978) - Edmund Estepes (1873-1968) - Karl Truppe (1887-1952) - Udo Wendel - Wolfgang Willrich (1897-1948) - Adolf Wissel (1894-1973) - Adolf Ziegler (1892-1959) |

### Escultores oficiais
| - Adolf Ziegler - Karl Albiker - Arno Breker - Fritz Klimsch - Fritz Koelle - Georg Kolbe - Ferdinand Liebermann - Willy Meller | - Richard Scheibe - Walter Lab - Adolf Wamper - Josef Thorak - Franz Nagy - Karl Diebitsch - Prof. Theodor Karner |

### Músicos
- Werner Egk
- Hans Pfitzner
- Carl Orff
- Richard Strauss

### Arquitetos
| - Hermann Bartels - Peter Behrens - German Bestelmeyer - Paul Bonatz - Woldemar Brinkmann - Walter Brugmann - Richard Ermisch - Roderich Fick - Theodor Fischer - Leonhard Fel | - Hermann Giesler - Wilhelm Grebe - Fritz Höger - Eugen Hönig - Clemens Klotz - Wilhelm Kreis - Werner March - Konrad Nonn - Alfred Rosenberg - Ludwig Ruff | - Franz Ruff - Ernst Sagebiel - Paul Schmitthenner - Julius Schulte-Frohlinde - Paul Schultze-Naumburg - Alexander von Senger - Albert Speer - Fritz Todt - Paul Ludwig Troost - Rudolf Wolters |

### Escritores
| - Heinrich Spoerl (autor mais vendido da ditadura Nazista) - Hans-Friedrich Blunck - Josefa Berens-Totenohl - Friedrich Jaksch (Bodenreuth) - Edwin Erich Dwinger - Paul Coelestin Ettighoffer - Grimm - Werner Jansen - Karl Aloys Schenzinger - Kuni Tremel-Eggert - Hans Zöberlein - Adolf Hitler (Mein Kampf) - Richard Euringer - Hans Fuchs - Theodor Jakobs - Herybert Menzel - Ferdinand Oppenberg - Jakob Schaffner – Suíço | - Heinz Steguweit - Claudius Hermann - Eugen Diesel - Friedrich Griese - Friedrich Georg Junger - Gustav Steinbömer (Gustav Hillard) - Ludwig Tügel - Josef Magnus Wehner - Augut Winnig - Werner Bergengruen – impróprio para contribuir para a cultura alemã nazista, esposa parcialmente judia - Ernst Jünger - Goethe - Christian Dietrich Grabbe - Max Barthel (poeta) - Karl Broger (poeta) - Heinrich Lersch (poeta) – morreu em 1936 - Hermann Eris Busse - Paul Ernst – morreu em 1933 | - Kurt Faber - Knut Hamsun – Norueguês - Robert Hohlbaum - Mirko Jelusich – Austríaco - Hanns Johst - John Knittel - Ernst Moritz Mungenast - Wilhelm Pleyer - Peter Rosegger – morreu em 1918 - Colin Ross - Georg Schmückle - Hans Watzlik - Erwin Wittstock - Stefan Andres - Edgar Maass – emigrou em 1938 - August Scholtis - Karl Pode |

### Atores e atrizes
| - Emil Jannings (1884-1950), O mais famoso ator alemão - Heinrich George (1893-1946) - Werner Krauss (1884-1959) - Gustaf Grundgens (1899-1963) - Olga Tschechowa - Marianne Hoppe (Frau Grundgens) - Maria Andergast - Lil Dagover - Kathe Dorsch - Lucie Englisch - Käthe Haack | - Karin Hardt - Lilian Harvey - Hilde Hildebrand - Brigitte Horney - Jenny Jugo - Hilde Korber - Irene von Meyendorff - Renate Müller – morreu em 1937 - Kathe von Nagy | - Anny Ondra - Marika Rokk - Sybille Schmitz - Magda Schneider - Gisela Uhlen - Luise Ullrich. - Paula Wessely - Kirsten Heiberg - Zarah Leander - Kristina Söderbaum - Lída Baarová |

## Formas de arte degeneradas

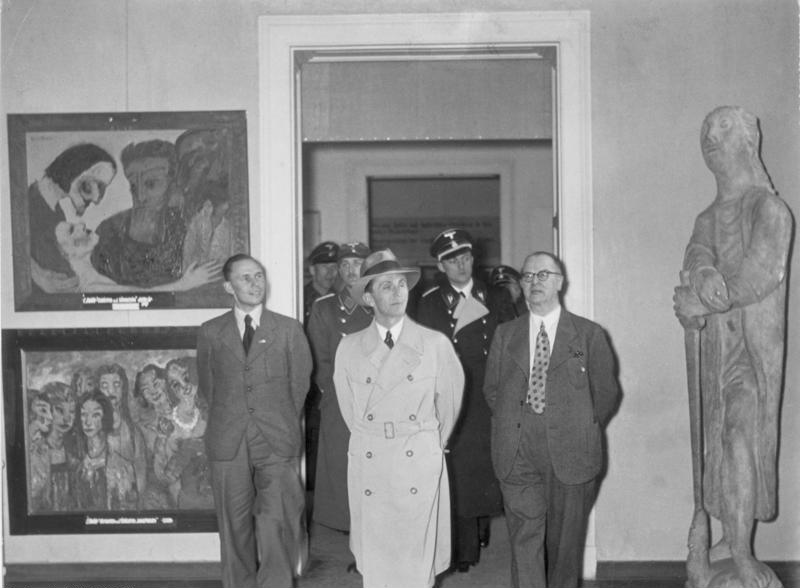
O Reichsminister Dr. Goebbels visita a Entartete Kunst.

A ascensão de Hitler ao poder em 31 de janeiro de 1933, foi rapidamente seguida por ações com o intuito de purificar a cultura da degeneração: foram organizadas queimas de livros  artistas e músicos foram demitidos de cargos de ensino, os artistas foram proibidos de utilizar qualquer cor  não-aparentes na natureza para um"olho normal", e curadores que tinhas mostrado uma parcialidade para arte moderna foram substituídos por membros do Partido Nazista. "Por meio do Ministério de Propaganda, os Nazistas destruíram ou em isolaram a cultura de todas as nações que invadiram." "Um  tribunal de purga composto por quatro homens (Professor Ziegler, Schweitzer-Mjolnir, Conde Baudissin e Wolf Willrich) visitou museus e galerias de todo o Reich e ordenou a remoção de pinturas, desenhos e esculturas que foram considerados como "degenerados"." "A chacina destes quatro escandinavos apocalípticos cortou o tesouro artístico da Alemanha em mais de 16,000 pinturas, desenhos, gravuras e esculturas: 1.000 peças por Nolde, 700 por Haeckel, 600 cada um por Schmidt-Rottluff e Kirchner, 500 por Beckmann, 400, Kokoschka, 300-400 cada um por Hofer, Pechstein, Barlach, Feininger e Otto Muller, 200-300 cada Dix, Grosz e Corinto, 100 por Lehmbruck, bem como muito menores números de Cézannes, Picassos, Matisses, Gauguins, Van Goghs, Braques, Pisarros, Dufys, Chiricos e Max Ernst." Em 1939, 4000 dessas obras apreendidas foram "queimadas no pátio da sede dos bombeiros de Berlim ."
O termo Entartung (ou "degeneração") ganhou popularidade na Alemanha no final do século XIX, quando o crítico e autor Max Nordau desenvolvou a teoria apresentada em sua livro Entartung, de 1892. Nordau foi inspirado pelos escritos do criminologista Cesare Lombroso, cujo O Homem Criminoso, publicado em 1876, tentou provar que alguns nascam "criminosos", cujos traços de personalidade atávicos poderiam ser detectados por medição científica de características físicas anormais. Nordau desenvolveu a partir dessa premissa uma crítica da arte moderna, explicando como o trabalho daqueles que, tão corrompidos e combalidos pela vida moderna, perderam o auto-controle necessário para produzir obras coerentes. Explicando o impressionismo como sinal de uma doença do córtex visual, ele condenou a degeneração  moderna, louvando a cultura tradicional alemã. Apesar do fato de que Nordau ser judeu (como foi Lombroso), a sua teoria da degeneração artística foi apropriada pelo nazismo durante a República de Weimar, como um ponto de convergência para as demandas antissemitas e racistas por uma pureza ariana na arte.
A Alemanha perdeu "milhares de intelectuais, artistas e acadêmicos, incluindo muitos luminares da cultura e da ciência república de Weimar", afirma Raffael Scheck. Fischer diz que "assim que Hitler tomou o poder, muitos intelectuais correram para as saídas."

### Literatura proibida
De acordo com Pauley, "a literatura foi o primeiro ramo das artes para ser afetado pelos nazistas." "Já em abril de 1933, os nazistas tinha compilado uma longa lista negra de autores de esquerda, democráticos e judeus que incluia vários autores famosos do século XIX." Queimas de livros em grande escala foram realizadas em toda a Alemanha em maio de 1933. Dois mil e quinhentos escritores, incluindo ganhadores do prêmio Nobel e escritores best-sellers deixaram o país voluntariamente ou sob coação, e foram substituídos por pessoas sem reputação internacional."
Em junho de 1933 a Reichsstelle zur Forderung des deutschen Schrifttums (Câmara para a Promoção da Literatura alemã do Reich) foi estabelecido. Jan-Pieter Barbian diz, "No nível do estado, o Ministério da Propaganda e o Câmara da Literatura do Reich compartilharam a responsabilidade para a política literária com o novo Ministério da Ciência, a Educação e Instrução Pública e o Ministério do Exterior do Reich." "O repertório literário - que incluia também a remoção consistente de judeus e oponentes políticos - foi exercido durante os doze anos de domínio nazista: em escritores e editores; vendas de livro no atacado; no varejo, de porta em porta, catálogos por correio, bibliotecas públicas e bibliotecas de pesquisa."
Entre novembro de 1933 e janeiro de 1934 editores foram informados de que "o fornecimento e a distribuição das obras nomeadas é indesejável por razões nacionais culturais, portanto, deve cessar." Os editores, que muitas vezes enfrentavam enormes perdas econômicas quando os livros eram proibidos, receberam cartas, afirmando que "as autoridades responsáveis iriam proceder contra quaisquer indiscrições de maneira rigorosa". Editoras que haviam publicado, principalmente, "obras de naturalismo, expressionismo, Dadaísmo, e Nova Objetividade; traduções de literatura moderna; e obras de não-ficção crítica ... sofreram enormes perdas econômicas." Alguns dos mais atingidos editores foram Deutsche Verlags-Anstalt, S. Fischer Verlag, Gustav Kiepenheuer Verlags-AG, Rowohlt, Ullstein Verlags-AG, e Kurt Wolff Verlags. Em 1935, mesmo ano em que "Goebbels assumiu o controle completo sobre a censura," o Reichsschrifttumskammer proibiu o trabalho de 524 autores. "O Escritório de Supervisão da Formação Ideológica e formação do NSDAP ... tornou-se um outro cão de guarda do Estado, espiando escritores, desenvolvendo listas negras, incentivando queimas de livros e o esvaziamento museus de obras de arte "não-alemãs". As punições para quem não seguisse as orientações do partido variavam, alguns indivíduos eram censurados ou tiveram seu trabalho destruído, ou eram ridicularizados publicamente, enquanto outros foram encarcerados em campos de concentração.
"Durante a II Guerra Mundial, 1939-1945, listas de literatura proibida foram aplicadas pelos nazistas em todos os países ocupados, bem como nos países aliados da Alemanha: Dinamarca, Noruega, França, Luxemburgo, Bélgica, Holanda, Lituânia, Letônia, Estônia, Bielorrússia, Polônia, Iugoslávia, Grécia, e, claro, na Alemanha."

### Queimas de livros

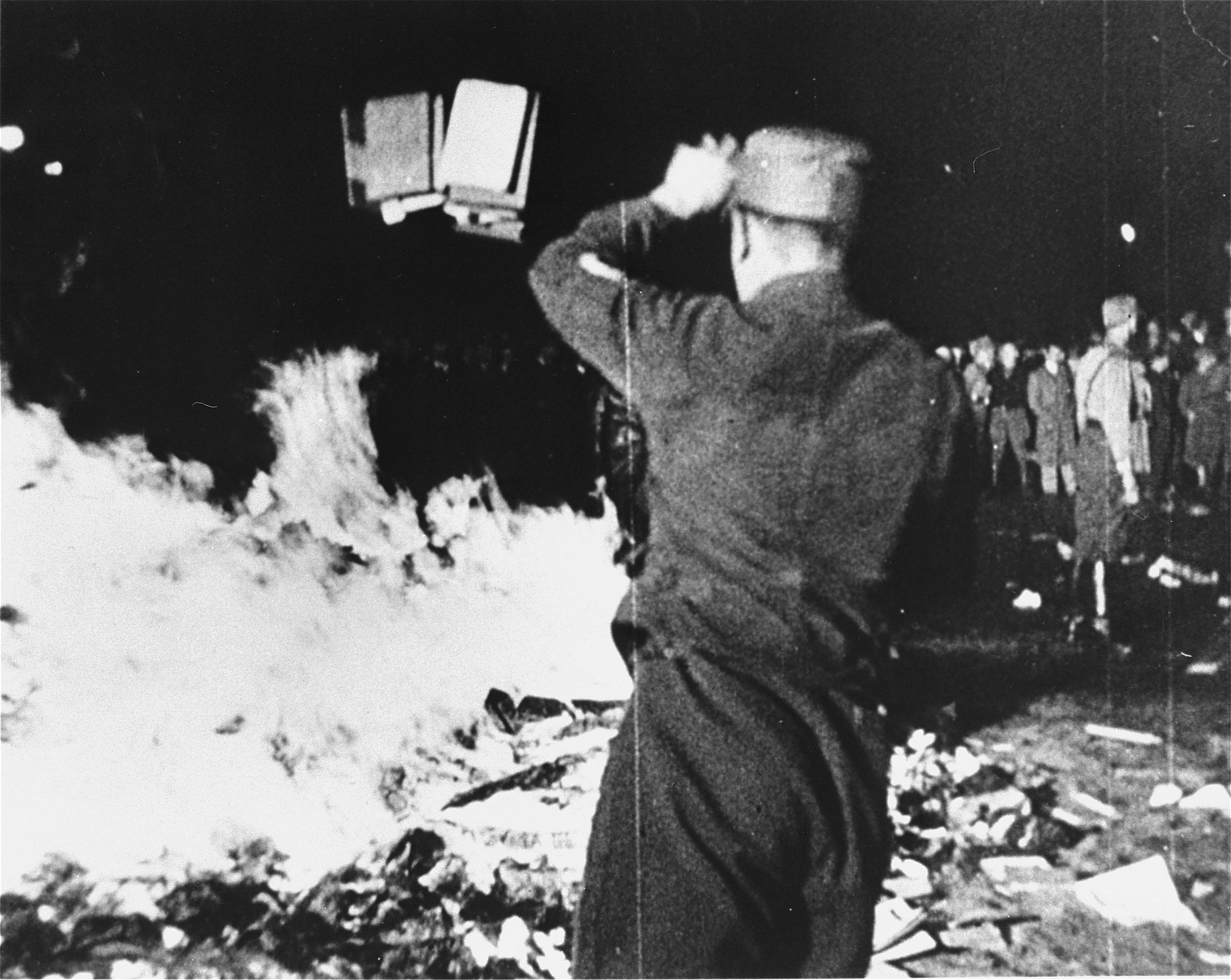
Em 1933 os nazistas queimaram obras de autores judeus, e outros trabalhos considerados "não-alemães", na biblioteca do Institut für Sexualwissenschaft, em Berlim

Descritas como uma ação de limpeza ou Sauberung, as queimas de livros, conhecidas como Bucherverbrennung na Alemanha, e por vezes referido como o "bibliocausto", começaram em 10 de Maio de 1933, quando a Associação de Estudantes alemães, confiscou cerca de 25.000 livros do Instituto de Pesquisa Sexual e vários outros livros capturados de bibliotecas judaicas, que foram queimados na Opernplatz. Essa fogueira incentivou queimas de livros em outras cidades em toda a Alemanha, incluindo Frankfurt e Munique, onde os incêndios eram parte de um programa orquestrado, que incluíam música e discursos. "Policias políticas, de grupos como a SA, a SS e a Gestapo, desencadearam uma campanha de intimidação que, muitas vezes, assustava as pessoas a queimar seus próprios livros."
"A escritora cega Helen Keller publicou uma Carta Aberta para os Estudantes alemães: 'Vocês podem queimar os meus livros e os livros das melhores mentes na Europa, mas as ideias que esses livros contêm passaram por milhões de canais e seguirão em frente.'"

### Exposição de Arte degenerada
Mais de 5.000 obras de arte moderna foram  inicialmente apreendidas dos museus alemães, incluindo 1,052 por Nolde, 759 por Heckel, 639 pela Ernst Ludwig Kirchner e 508, de Max Beckmann, bem como de um pequeno número de obras de artistas como Alexander Archipenko, Marc Chagall, James Ensor, Henri Matisse, Jean Metzinger, Pablo Picasso e Vincent van Gogh. Estes tornaram-se o material para a exposição difamatória Entartete Kunst ("Arte Degenerada"), com mais de 650 pinturas, esculturas, gravuras e livros das coleções de trinta e dois alemão museus, que estreou em Munique, no dia 19 de julho, de 1937, e permaneceu em exibição até o dia 30 de novembro, antes de viajar para outros onze cidades na Alemanha e na Áustria. Nesta exposição, as obras de arte foram deliberadamente apresentados desordenadamente, e acompanhado por zombando de rótulos. "Para 'protegê-las', crianças não eram permitidas." Coincidindo com o Entartete Kunst exposição, a Große Deutsche Kunstausstellung (Grande Exposição de Arte alemã) fez sua estreia em meio a muita pompa. Esta exposição, realizada no palaciani Haus der deutschen Kunst (Casa de Arte alemã), apresentava o trabalho de artistas aprovados oficialmente, como Arno Breker e Adolf Wissel. Ao fim de quatro meses, aEntartete Kunst atraiu mais de dois milhões de visitantes, cerca de três vezes e meia o número que visitou a Grosse deutsche Kunstausstellung.
A exposição de Arte Degenerada continha obras de grandes nomes internacionais - Paul Klee, Oskar Kokoschka e Wassily Kandinsky - ao lado de famosos artistas alemães da época, como Max Beckmann, Emil Nolde, e Georg Grosz. O folheto da exposição explicava que o objetivo do programa era "revelar os objetivos  filosóficos, políticos, raciais e morais e as intenções por trás desse movimento, e as forças da corrupção que o seguiam". Obras eram incluídas "se fossem abstratas ou expressionista, mas também, em certos casos, se fossem obra de um artista judeu", diz Jonathan Petropoulos. Hitler tinha sido um artista antes de ser político, mas as pinturas realistas de edifícios e paisagens que ele preferia haviam sido preteridas pelo establishment artístico, que favorecia estilos abstratos e modernos. Assim, a Exposição de Arte Degenerada seria sua vingança. Ele havia discursado sobre isso naquele verão, dizendo que: "obras de arte que não podem ser compreendido em si mesmas, mas precisam de algum livro de instruções pretensioso  para justificar a sua existência nunca mais vão encontrar o seu caminho com o povo alemão". Os nazistas afirmavam que arte degenerada era o produto de judeus e bolcheviques, embora apenas seis dos 112 artistas presentes na exposição, fossem judeus. As obras foram divididas em diferentes salas por categoria—arte blasfema, arte judaica ou comunista, arte que criticava soldados alemães, arte que ofendia a honra das mulheres alemãs. Um quarto de destaque recebeu apenas pinturas abstratas, e foi apelidado de "quarto da insanidade". A ideia da exposição não era apenas zombar de arte moderna, mas para incentivar os espectadores a vê-la como um sintoma de uma conspiração contra o povo alemão. A curadoria se esforçou para passar essa mensagem, chegando a contratar atores para se misturar com a multidão e criticar as exposições.

### Artistas individuais proibidos no Terceiro Reich
Banidos da Europa ocupada pela Alemanha e/ou viveram no exílio:
| Pintores - Max Beckmann - Oskar Kokoschka - Kurt Schwitters Escultores - Ernst Barlach Músicos - Paul Hindemith - Otto Klemperer - Hanns Jelinek - Ernst Toch - Arnold Schönberg - Richard Tauber - Hanns Eisler (compositor) - Friedrich Hollander (compositor) - Kurt Weill (compositor) - Franz Waxman (compositor) - Karol Rathaus (compositor) - Mischa Spoliansky (compositor) Arquitetos - Walter Gropius (fundador da Bauhaus) - Ludwig Mies van der Rohe - Marcel Breuer Escritores - Szymon Askenazy - Bertolt Brecht - Hanns Heinz Ewers - Bruno Frank - Walter Hasenclever - Bruno Jasieński - Janusz Korczak - Heinrich Mann - Leo Perutz - Erich Maria Remarque - Adolf Rudnicki - Moses Schorr - Antoni Słonimski - Julian Tuwim - Jakob Wassermann - Bruno Winawer - Józef Wittlin - Stefan Zweig | Atores, atrizes, diretores e produtores cinematográficos - Fritz Sternberg, diretor - Leo Reuss - Henry Koster - Fritz Lang, diretor - Joe May - Hans Schwarz - Ernst Lubitsch - Karl Freund - William Dieterle - Wilhelm Thiele - E.A. Dupont - Kurt Bernhardt - Berthold Viertel - Robert Wiene - G.W. Pabst - Max Ophüls - Leontine Sagan - Richard Oswald - Marlene Dietrich - Fritz Kortner - Mady Christians - Brigitte Helm - Elisabeth Bergner - Erich Pommer (um dos 3 maiores produtores na Alemanha pré-nazista) - Max Schach (um dos 3 maiores produtores na Alemanha pré-nazista) - Seymour Nebenzal (um dos 3 maiores produtores na Alemanha pré-nazista) - Reinhold Schunzel - Frank Wysbar - Detlef Sierck - Fritz van Dongen - Philip Dorn Psicólogos - Max Wertheimer - William Stern - Sigmund Freud - Wilhelm Reich Filósofos e teólogos - Paul Tillich - Ernst Bloch - Theodor Adorno - Ernst Cassirer - Kurt Goldstein - Erich Fromm - Ernst Lohmeyer |